# ميساتو (سايتاما)
مدينة ميساتو (بالإنجليزية: Misato)‏ هي أحد المدن التابعة لمحافظة سايتاما. تأسست رسميًا في 03/05/1972. ويقدر عدد سكانها بـ 128956 نسمة حسب تقدير مكتب الإحصاء الياباني لعام 2012. تبلغ مساحة ميساتو 30.16 كم2. بكثافة سكانية تبلغ 4276 نسمة/كم2.

## توأمة
لميساتو (سايتاما) اتفاقيات توأمة مع:
- أزومينو

## أعلام
- تويوفومي وساكانو
- ماساتو يامازاكي
- تومويوكي ساكاي
- جونكو فوروتا

## روابط خارجية
- الموقع الرسمي لمدينة ميساتو
- مكتب الإحصاءات البريطاني